# Therese Johaug
Therese Johaug (uttal: te̞ˈre̞se̞ juhöʉ̯g), född 25 juni 1988 i Dalsbygda i Os i Hedmark, är en norsk före detta längdskidåkare och friidrottare i långdistanslöpning. Johaug är fjortonfaldig världsmästare och vann sex OS-medaljer, varav fyra guld. Hon vann även 88 individuella världscupsegrar samt den totala världscupen två gånger. I oktober 2016 blev det känt att hon testats positivt för den anabola steroiden clostebol. Johaug stängdes av  i 18 månader. Därmed missade hon både skid-vm i Lahtis 2017 och vinter-OS i Sydkorea 2018.
Den 4 mars 2022 meddelade Therese Johaug att hon skulle avsluta elitkarriären i skidspåret efter säsongen 2021–2022. Hon har emellertid gjort comeback efter detta. Den 26 maj 2025 meddelade Johaug att hon återigen avslutar karriären.

## Karriär

### Säsongen 2006/2007
Therese Johaug fick sitt genombrott under Norgemästerskapen 2007 i Meråker, där hon tog bronsmedalj i skiathlon. På grund av sina goda prestationer i NM blev hon uttagen till världscuptävlingarna i estniska Otepää i slutet av januari samma år, och blev sensationellt åtta på 10 km klassisk stil.
I sin världsmästerskapsdebut i Sapporo 2007 blev hon överraskande bronsmedaljör på avslutningsdistansen 30 km masstart i klassisk stil, trots två fall i början av loppet. Den 18-åriga Johaug blev därmed den yngsta individuella medaljören någonsin i ett VM i längdåkning. Två veckor senare tog hon guld i stafett och brons i 10 km jaktstart under junior-VM i Tarvisio. Hon avslutade sedan säsongen med att ta sitt första guld i seniorklassen på tremilen i Norgemästerskapen.

### Säsongen 2007/2008
I februari 2008 hamnade Johaug på tredje plats i 10 km klassisk stil i världscuptävlingarna i Otepää, hennes första pallplacering i världscupen 2007/2008. Två veckor senare blev hon juniorvärldsmästare både på 5 km klassisk och på 10 km fristil masstart samt i damernas stafett. I Norgemästerskapen tog hon guld på långdistansen, det 56 km långa Rensfjellrennet.

### Säsongen 2008/2009
Johaug tog sin första pallplats i världscupen i säsongen 2008/09 på 15 km fristil, masstart i La Clusaz. Hon slutade totalt på en sjätteplats i Tour de Ski 2008/2009, efter att hon fick bästa tid på den sista etappen, klättringen uppför slalombacken i Val di Fiemme. Vid VM 2009 slutade hon på fjärde plats på 30 km. Hon var även med i det norska stafettlaget som lite oväntat slutade utanför medaljplats, på en fjärde plats.

### Säsongen 2009/2010
Säsongen 2009/10 inleddes med svaga placeringar i världscupen. Formen infann sig först i Norgemästerskapet i Stokke i slutet av januari med silver i dubbeljakten och brons på 10 km fristil. Hon blev då uttagen till OS i Vancouver. Vid Olympiska vinterspelen 2010 blev hon sexa i dubbeljakten och hon ingick i det norska stafettlaget som vann guld på 4 x 5 km, tillsammans med Vibeke Skofterud, Kristin Størmer Steira och Marit Bjørgen.

### Säsongen 2010/2011
Johaug började VM-säsongen 2010/11 bättre än säsongen tidigare. På 10 km klassisk i Davos hamnade hon på tredje plats, men det var först och främst under Tour de Ski som hon imponerade. Med två lopp kvar låg hon totalt på en niondeplats. Men med en stark andraplats på 10 km klassisk masstart klättrade hon i sammandraget. På den avslutande jaktstarten uppför slalombacken i Val di Fiemme hade hon bästa etapptid, över minuten före närmaste konkurrent, och slutade totalt i Tour de Ski som tvåa. Detta var hennes dittills bästa resultat i världscupen, tillsammans med andraplatsen i VM 2009. Johaug tog därefter en ny pallplats på 10 km klassisk i Otepää, en tredjeplats efter Marit Bjørgen och Justyna Kowalczyk.
Vid VM i Holmenkollen 2011 tog Johaug guld på tremilen före Marit Bjørgen. Hon ingick också i det norska stafettlag som vann guld på 4 x 5 km samt tog brons i dubbeljakten. I Lahtis veckan efter VM tog hon sin första individuella världscupseger då hon vann 10 km dubbeljakt, före Justyna Kowalczyk och Arianna Follis. Hon blev tilldelad Olavstatuetten 2011, och på norska Idrettsgallaen 2012 blev hon tilldelad priset för "Årets navn". För sin seger på tremilen under VM 2011 fick hon Porsgrunds Porselænsfabriks Ærespris.

### Säsongen 2011/2012
Hon blev totalt trea i Tour de Ski 2011/2012. Säsongen 2011/2012 slutade Johaug på tredje plats i den totala världscupen efter Marit Bjørgen och Justyna Kowalczyk.

### Säsongen 2012/2013
Under VM-genrepet i Davos vann Johaug 10 km fristil med individuell start. Den 26 februari tog Johaug sitt andra individuella VM-guld i karriären när hon vann samma distans på VM. Hon tog sin femte individuella världscupseger på tremilen under tävlingarna i Holmenkollen. Där fick hon också ta emot Holmenkollenmedaljen.

### Säsongen 2013/2014
Johaug vann Tour de Ski 2013/2014 före landsmaninnorna Astrid Jacobsen och Heidi Weng. Hon startade touren rätt beskedligt, men knappade successivt in i totalen när det var dags för distansloppen, från den fjärde etappen (av totalt sju). Hon var på pallen i tourens fyra sista etapper och hade då skapat sig ett bra läge inför den sista klättringen uppför slalombacken. Hon gick då ut ett tjugotal sekunder efter Astrid Jacobsen som gick ut först. En bit in på klättringen kom Johaug ikapp och körde om. I mål vann hon, 20,4 sekunder, före Jacobsen. 
Efter sin seger i Tour de Ski övertog Johaug ledningen i den totala världscupen, en ledning som hon behöll resten av säsongen. Marit Bjørgen hade kunnat vinna världscupen om hon hade lyckats besegra Johaug i världscupfinalen i Falun men efter två starka lopp tog Johaug hem världscupfinalen och säkrade därmed sin första seger i totala världscupen.
I olympiska vinterspelen 2014 vann hon sin andra och tredje OS-medalj i karriären, ett brons i 10 km klassisk och ett silver i 30 km fristil.

### Säsongen 2014/2015
Johaug vann loppet över 10 kilometer klassiskt i finländska Ruka den 30 november 2014, det andra loppet för säsongen. Hon vann med 42 sekunder före landsmaninnan Marit Bjørgen. Två veckor senare vann hon samma distans igen i Davos med samma tidsavstånd till tvåan Marit Bjørgen.
Johaug kom tvåa i Tour de Ski 2015 och knep därmed 320 världscuppoäng.
Johaug tog sitt tredje individuella VM-guld när hon vann skiathlonloppet under VM i Falun. Hon tog även guld i stafetten 4x5 km tillsammans med Heidi Weng, Astrid Jacobsen och Marit Björgen. Hon avslutade VM med att vinna 30 km klassisk masstart med 52,3 sekunder ner till tvåan Marit Björgen och blev därmed också utsedd till VM-drottning.
Den 21 mars vann Johaug Birkebeinerrennet.

### Säsongen 2015/2016
Johaug inledde säsongen med att vinna alla distanslopp före årsskiftet och tog en överlägsen ledning i den totala världscupen. Hon kom till Tour de Ski som jättefavorit men blev utmanad av Ingvild Flugstad Østberg som hade ledningen inför sista etappen men där var Johaug överlägsen och vann till slut med över två minuters marginal till Østberg. Hon vann även tre etappsegrar under touren. Den 7 februari vann Johaug tremilen i Holmenkollen med rekordstor marginal ner till tvåan Østberg. Hon vann den totala världscupen efter ha tagit sjutton segrar totalt vilket var tangerat rekord. Johaug vann också Ski Tour Canada där hon dock länge var pressad av Heidi Weng där Weng ledde inför sista etappen med 30 sekunder men där Johaug körde ikapp och vann till slut Touren med 1 minut och 7 sekunder över Weng.

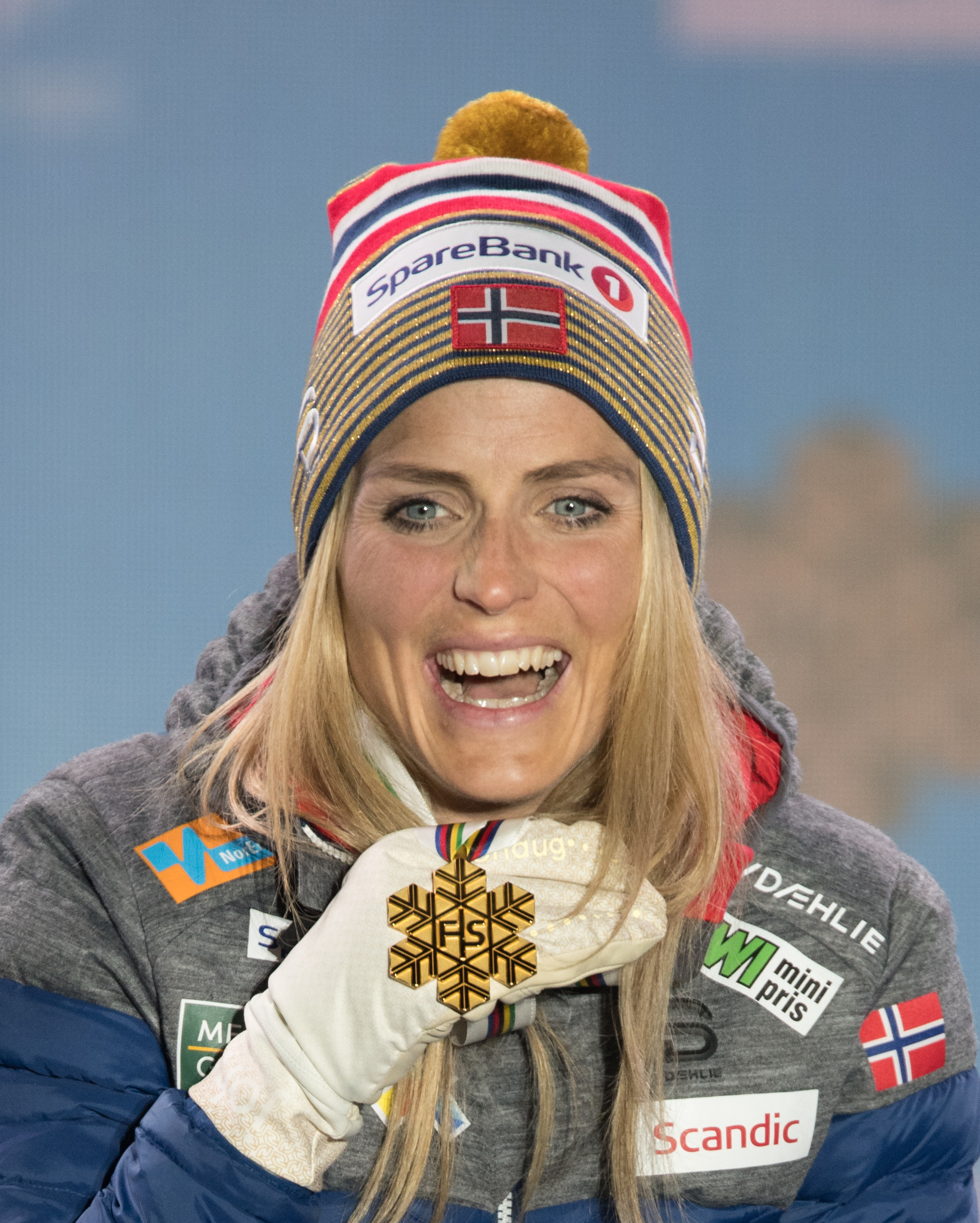
Therese Johaug med en vunnen guldmedalj vid världsmästerskapen i nordisk skidsport 2019.

### Säsongen 2016/2017 och dopning
13 oktober 2016 framkom att Johaug testats positivt för preparatet clostebol i ett dopningstest utförd 16 september och hennes första dopningstest på 129 dagar. Johaug och Norges Skiforbund påstod att hon fått i sig preparatet genom att ha använt krämen Trofodermin på en solbränd läpp under ett höghöjdsträningsläger i Livigno, Italien. Trofodermin har en mycket tydlig varningstext för dopning. Den 10 februari 2017 stängde norska idrottsförbundet av Therese Johaug i 13 månader för dopning, gällande retroaktivt från 19 oktober 2016. I mars överklagade det internationella skidförbundet avstängningen till idrottens skiljedomstol Cas. Den 22 augusti meddelade skiljedomstolen att de skärpte straffet till 18 månader vilket innebar att Johaug missade OS 2018.

#### Astmamedicin
Hon har tidigare berättat att hon är en av de norska skidåkarna som tar astmamedicin – trots att hon inte har astma. Astmamedicinerna intogs bland annat med hjälp av en nebulisator, en apparat som hjälper till med luftrörsvidgande läkemedel, som fanns på andra våningen i norska landslagets vallabuss under pågående sprinttävlingar. Bland de mediciner som de norska skidåkarna har tagits har varit Ventoline och Pulmicort.

### Säsongen 2018/2019
Hösten 2018 återkom Therese Johaug i tävlingssammanhang, efter sin dopningsavstängning. Hon segrade i alla distanstävlingar i världscupen under höstens tävlingar, men detta till trots ställde hon inte upp i årets Tour de Ski. Hon planerade istället en viloperiod för att komma utvilad till vinterns skid-VM.

## Världscupsegrar (64)

### Individuellt
| Nr  | Datum            | Plats         | Land     | Disciplin                          |
| --- | ---------------- | ------------- | -------- | ---------------------------------- |
| 1   | 12 mars 2011     | Lahtis        | Finland  | 10 km skiathlon                    |
| 2   | 5 februari 2012  | Rybinsk       | Ryssland | 15 km skiathlon                    |
| 3   | 3 mars 2012      | Lahtis        | Finland  | 15 km skiathlon                    |
| 4   | 17 februari 2013 | Davos         | Schweiz  | 10 km fristil, individuell start   |
| 5   | 17 mars 2013     | Holmenkollen  | Norge    | 30 km fristil, masstart            |
| 6   | 5 januari 2014   | Val di Fiemme | Italien  | Totalseger i Tour de Ski 2013/2014 |
| 7   | 16 mars 2014     | Falun         | Sverige  | Världscupfinalen (tour)*           |
| 8   | 30 november 2014 | Ruka          | Finland  | 10 km klassiskt, individuell start |
| 9   | 13 december 2014 | Davos         | Schweiz  | 10 km klassiskt, individuell start |
| 10  | 29 november 2015 | Ruka          | Finland  | Nordiska öppningen (tour)**        |
| 11  | 5 december 2015  | Lillehammer   | Norge    | 15 km skiathlon                    |
| 12  | 12 december 2015 | Davos         | Schweiz  | 15 km fristil, individuell start   |
| 13  | 20 december 2015 | Toblach       | Italien  | 10 km klassiskt, individuell start |
| 14  | 10 januari 2016  | Val di Fiemme | Italien  | Totalseger i Tour de Ski 2016      |
| 15  | 23 januari 2016  | Nové Město    | Tjeckien | 10 km fristil, individuell start   |
| 16  | 17 mars 2016     | Holmenkollen  | Norge    | 30 km klassiskt, masstart          |
| 17  | 13 februari 2016 | Falun         | Sverige  | 5 km klassiskt, individuell start  |
| 18  | 14 februari 2016 | Falun         | Sverige  | 10 km fristil, masstart            |
| 19  | 21 februari 2016 | Lahtis        | Finland  | 15 km skiathlon                    |
| 20  | 12 mars 2016     | Canmore       | Kanada   | Totalseger i Ski Tour Kanada***    |
| 21. | 25 november 2018 | Ruka          | Finland  | 10 km klassisk, intervallstart     |

* Världscupfinalen bestod av ett sprintlopp och två distanslopp.

** Nordiska öppningen bestod av ett sprintlopp och två distanslopp.

*** Ski Tour Kanada bestod av tre sprintlopp och fem distanslopp.

### Etappsegrar i Tour de Ski
Från och med säsongen 2015/2016 räknas även etappsegrar som riktiga världscupsegrar. Detta gäller även gamla resultat.
| Nr | Datum           | Plats         | Land     | Disciplin                         |
| -- | --------------- | ------------- | -------- | --------------------------------- |
| 1  | 4 januari 2009  | Val di Fiemme | Italien  | 9 km fristil, jaktstart           |
| 2  | 9 januari 2011  | Val di Fiemme | Italien  | 9 km fristil, jaktstart           |
| 3  | 8 januari 2012  | Val di Fiemme | Italien  | 9 km fristil, jaktstart           |
| 4  | 6 januari 2013  | Val di Fiemme | Italien  | 9 km fristil, jaktstart           |
| 5  | 4 januari 2014  | Val di Fiemme | Italien  | 5 km klassiskt, individuell start |
| 6  | 5 januari 2014  | Val di Fiemme | Italien  | 9 km fristil, jaktstart           |
| 7  | 10 januari 2015 | Val di Fiemme | Italien  | 10 km klassiskt, masstart         |
| 8  | 11 januari 2015 | Val di Fiemme | Italien  | 9 km fristil, jaktstart           |
| 9  | 2 januari 2016  | Lenzerheide   | Schweiz  | 15 km klassiskt, masstart         |
| 10 | 6 januari 2016  | Oberstdorf    | Tyskland | 10 km klassiskt, masstart         |
| 11 | 10 januari 2016 | Val di Fiemme | Italien  | 9 km fristil, jaktstart           |

### Andra etappsegrar
| Nr | Datum            | Plats       | Land    | Disciplin                       |
| -- | ---------------- | ----------- | ------- | ------------------------------- |
| 1  | 28 november 2010 | Ruka        | Finland | 10 km fristil, jaktstart        |
| 2  | 27 november 2011 | Ruka        | Finland | 10 km klassiskt, jaktstart      |
| 3  | 18 mars 2012     | Falun       | Sverige | 10 km fristil, jaktstart        |
| 4  | 24 mars 2013     | Falun       | Sverige | 10 km fristil, jaktstart        |
| 5  | 15 mars 2014     | Falun       | Sverige | 15 km skiathlon                 |
| 6  | 16 mars 2014     | Falun       | Sverige | 10 km fristil, jaktstart        |
| 7  | 6 december 2014  | Lillehammer | Norge   | 5 km fristil, individuell start |
| 8  | 7 december 2014  | Lillehammer | Norge   | 10 km klassiskt, jaktstart      |
| 9  | 28 november 2015 | Ruka        | Finland | 5 km fristil, individuell start |
| 10 | 29 november 2015 | Ruka        | Finland | 10 km klassiskt, jaktstart      |
| 11 | 3 mars 2016      | Montreal    | Kanada  | 10,5 km klassiskt, masstart     |

Källa: FIS

## Friidrottochlånglopp
I början av augusti 2019 blev hon norsk mästare på 10 000 meter löpning med tiden 32.20,86, den snabbaste tiden någonsin i ett norsk mästerskap. Vid Bislett Games 2020 förbättrade hon sitt personbästa till 31.40,69.
Johaug vann det 54 kilometer långa Birkebeinerrennet 2015 på rekordtiden 2:41.46. Speciellt för Birkerbeinerrennet är, förutom att det är ett långlopp som dessutom har en stigning på 950 meter, att deltagarna måste bära en ryggsäck vägande minst 3,5 kilo.

## Övriga meriter
- Vinnare av totala världscupen 2013/2014 och 2015/2016
- Vinnare av distanscupen 2013/2014 och 2015/2016
- Vinnare av Birkebeinerrennet 2015

## Priser och utmärkelser
- 2011: Olavstatuetten
- 2011: Dialektprisen
- 2011: Porsgrunds Porselænsfabriks Ærespris
- 2012: Årets navn 2011 under Idrettsgallaen 2012
- 2012: Hedmark fylkes kulturpris
- 2013: Holmenkollenmedaljen
- 2016: Årets kvinnelige utøver under Idrettsgallaen 2016